# 孟家井瓷窑遗址
孟家井瓷窑遗址，位于山西省太原市迎泽区孟家井村北，是中华人民共和国山西省文物保护单位之一。
孟家井瓷窑创烧于宋、金，盛于元、明，废于清末，主要烧造民用碗碟，同时也烧造瓷罐、瓷钵、瓷灯、瓷枕等。釉色有黑、白、青、紫等，纹饰包括简单的绳纹和复杂的莲花、菊花、动物。兔毫釉、油滴釉、绞胎器是孟家井的典型器。1959年、1962年、2000年文物部门对这里进行了三次调查和试掘，通过研究辨别出了山西博物院等地收藏的部分瓷器的归属。2004年，媒体报道孟家井瓷窑遗址保管不善，附近杂草丛生，窑上遍布裂纹。 
1965年5月24日，孟家井瓷窑列入第一批山西省文物保护单位。